# Pete Yorn
Peter Joseph Yorn (Pompton Plains (New Jersey), 27 juli 1974) is een Amerikaanse rock- en folkmuzikant (gitaar, drums, basgitaar, piano, toetsen) en singer-songwriter. Hij kreeg voor het eerst internationale erkenning, nadat zijn debuutalbum Musicforthemorningafter in 2001 werd uitgebracht onder kritische en commerciële toejuichingen. Hij staat erom bekend dat hij het grootste deel van de instrumenten op zijn platen zelf bespeelt. Caretakers, uitgebracht op 9 augustus 2019, is het zevende soloalbum van Yorn. Het werd geproduceerd door Pete Yorn en Jackson Phillips van Day Wave en uitgebracht op Yorns eigen Shelly Music. Veteraan muziekcriticus Stephen Thomas Erlewine gaf Caretakers 4 sterren in zijn AllMusic Guide-recensie en noemde het een aantrekkelijke mix, die het onderscheidt van de meeste andere albums in 2019. De eerste single Calm Down van Caretakers bereikte #2 in de Mediabase AAA-radiohitlijst, bijna 19 jaar nadat zijn debuutsingle Life on A Chain helemaal naar #1 ging en daar 6 weken bleef.

## Biografie
Yorn werd geboren in de Pompton Plains-sectie van Pequannock Township, New Jersey en groeide op als jood in Montville in New Jersey als de zoon van Joan, een voormalig onderwijzeres en makelaar in onroerend goed en Lawrence K. Yorn, een gepensioneerde tandarts. Yorn ging naar Montville Township High School. Zijn broer Rick is een belangrijke talentmanager in Hollywood en was verantwoordelijk voor het onderrichten van de 9-jarige Pete om drums te spelen. Zijn oudste broer Kevin Yorn is een entertainmentadvocaat.
De Nova Scotia-band Sloan had een grote invloed op Yorn en hij gaf zelfs toe dat, nadat hij ze in 1999 live had gezien, hij zo overweldigd was door hun talent, dat hij zich afvroeg of het de moeite waard zou zijn om zelfs maar door te gaan met zijn debuutalbum. Sloan zou later met Yorn op tournee gaan in de Verenigde Staten.

### musicforthemorningafter
Na deze smaak van succes te hebben ervaren, bracht Yorn zijn lp-debuut musicforthemorningafter uit in 2001, dat goud won op basis van de eerste single van het album Life on a Chain. Rolling Stone Magazine noemde Yorn een van tien artiesten om naar uit te kijken in 2001 en gaf het album een gunstige beoordeling van vier sterren. Yorn en zijn band Dirty Bird toerden 18 maanden lang ter ondersteuning van zijn debuutalbum. Yorn bracht in 2003 het album Day I Forgot uit, waarvan in de Verenigde Staten meer dan 275.000 exemplaren werden verkocht en scoorde een derde radiohit met het nummer Come Back Home. Q Magazine beschreef de plaat in zijn viersterrenrecensie als simpelweg geweldig. De plaat bevatte ook het nu klassieke Crystal Village en Turn of The Century. De laatste was te horen in de film The Girl Next Door uit 2004. Na de uitgebreide Day I Forgot-tournee bracht Yorn het dubbel live-album LIVE From New Jersey uit, dat werd opgenomen in het Community Theatre in Morristown (New Jersey). In 2006 bracht Yorn zijn derde album Nightcrawler uit en toerde hij uitgebreid ter ondersteuning ervan. Hij bezocht elke show vooraf met een akoestisch optreden in een indie-platenwinkel in de stad waar hij doorheen kwam. Al deze optredens in de winkel zijn opgenomen, waardoor er een uitgebreide serie live ep's is ontstaan. Nightcrawler werd door het tijdschrift Paste uitgeroepen tot een van de 20 beste platen van 2006.

### De trilogie
Pete Yorn's derde studio-publicatie Nightcrawler, voltooit een conceptuele trilogie van soorten, die zijn eerste drie albums omvat (ep's niet inbegrepen), 's morgens beginnend met de lp musicforthemorningafter, de hele dag door met de lp Day I Forgot en 's avonds aankomen met de lp Nightcrawler. In september 2006 ging Yorn in een interview met silentuproar.com in op zijn ware bedoelingen achter de trilogie, waarbij hij opmerkte dat het op zijn minst gedeeltelijk een bewuste trilogie was, maar niet bedoeld was om al te serieus te worden genomen.

### Latere publicaties
In 2008 nam Pete Yorn het nieuwe nummer American Blues Vol. 1 op. Er is een videoclip gemaakt voor de single en het nummer zelf is voor een korte periode gratis uitgebracht op de officiële website van Yorn. Yorn verschijnt op het album Vancouver uit 2009 van de Canadese artiest Matthew Good met achtergrondzang. Het nummer Can't Hear Anyone, dat Yorn schreef tijdens de Nightcrawler-sessies, werd gebruikt voor een Mercedes-Benz-commercial en werd op 31 maart 2009 als digitale single uitgebracht. Columbia Records bracht zijn door Mike Mogis geproduceerde album Back and Fourth uit op 23 juni 2009. Yorn toerde met Coldplay als openingsact tot de zomer van 2009 en werkte samen met actrice/muzikante Scarlett Johansson om het project Break Up op te nemen. Het album werd uitgebracht op 15 september 2009 en de eerste single Relator werd digitaal uitgebracht op 26 mei 2009. De plaat is sindsdien goud geworden in Frankrijk.
Yorn bracht op 28 september 2010 een titelloos album uit. Deze plaat werd uitgebracht door Vagrant Records en geproduceerd door Frank Black van The Pixies. Het kreeg een gunstige 8/10 sterren in het tijdschrift Spin en 4/5 sterren in Mojo. Hij toerde door Noord-Amerika en Europa ter ondersteuning van deze plaat van 14 februari - 12 juni 2011. In november 2012 begon het in Santa Monica gevestigde radiostation KCRW liedjes te draaien van een nieuwe plaat van een band genaamd The Olms. DJ Jason Bentley heeft gemeld dat Yorn inderdaad een van de oprichters is van deze band. Op 8 januari 2013 bracht NPR's vlaggenschipstation KCRW het nummer Wanna Feel It van The Olms uit. Het titelloze debuutalbum van The Olms werd op 4 juni 2013 uitgebracht door het onlangs opnieuw gelanceerde Harvest Records. Op 15 september 2013 traden Yorn en The Olms samen met Vampire Weekend op op het iTunes Festival in Londen. Er werd een ep van de voorstelling uitgebracht in combinatie met een documentaire rond hun eerste tournee, die in première ging op 12 november 2013. Allmusic.com in zijn 4-sterren recensie van The Olms had het volgende te zeggen: een uitstekend album van twee jongens die de transformerende kracht hebben ontdekt die kan worden afgeleid uit samenwerking.
Op 6 november 2015 kondigde Yorn in een verklaring aan de fans aan, dat hij een contract had getekend bij Capitol Records en begin 2016 zijn zesde studioalbum ArrangingTime zou uitbrengen. In 2018 werkte Yorn opnieuw samen met Johansson aan de nieuwe ep Apart, hun eerste project sinds ze samenwerkten aan Break Up uit 2009. In een interview met Forbes merkte Yorn op in hoeverre het album, in tegenstelling tot de vorige samenwerking, perspectief biedt op hoe zijn leven het afgelopen decennium veranderde, terwijl Johansson een derde album maakte, dat vermoedelijk eind 2020 zou verschijnen. Op 9 augustus 2019 bracht Yorn Caretakers uit via zijn nieuwe label Shelly Music. Stephen Thomas Erlewine gaf Caretakers vier sterren in zijn All Music Guide-recensie en noemde het een aantrekkelijke mix, die het onderscheidt van de meeste andere albums in 2019.

### Samenwerkingen
Gitarist Peter Buck van de band R.E.M. heeft opgetreden op verschillende Pete Yorn-opnamen, waaronder instrumentatie op de enkele versie van Strange Condition en op een aantal nummers van de lp Day I Forgot. Yorn heeft gewerkt met producenten R. Walt Vincent, Brad Wood en Ken Andrews van Failure en Year of the Rabbit, naast verschillende andere producenten, waaronder Scott Litt, Butch Walker en Sonic Youth-producent Don Fleming. Yorn heeft affiches gedeeld met onder andere de Dave Matthews Band, R.E.M., Crowded House, Foo Fighters, Weezer, Coldplay, The Dixie Chicks, Semisonic en Sunny Day Real Estate. Yorn speelde twee keer in de Carnegie Hall als onderdeel van een eerbetoon aan Neil Young en Bruce Springsteen. Yorn hield de toespraak van 2011 voor de Visual and Performing Arts-klas aan zijn alma mater Syracuse University. Yorn is te horen op het album Live From Austin Texas uit 2007 van Guided by Voices, met een back-up en sporadische leads op Cut Out Witch. Het nummer Lose You van Yorn is te horen net voor de aftiteling van de aflevering Simple Explanation tijdens de begrafenis van Kutner in de Fox show House, MD. Yorn heeft twee keer samengewerkt met actrice/zangeres Scarlett Johansson: eerst in Break Up uit 2009 en opnieuw met Apart uit 2018. Het paar heeft gesuggereerd dat een derde album na nog eens 10 jaar kan worden verwacht.

## Discografie

### Singles
- 2001:	Life on a Chain
- 2001: For Nancy ('Cos It Already Is)
- 2002:	Strange Condition
- 2003:	Come Back Home
- 2003: Crystal Village
- 2006:	For Us
- 2007:	Alive
- 2009:	Don't Wanna Cry
- 2009: Relator
- 2010:	Precious Stone
- 2015:	Summer Was a Day
- 2016:	Lost Weekend
- 2018:	Bad Dreams'
- 2019:	Calm Down
- 2020:	I Wanna Be the One

### Studioalbums
- 2001:	musicforthemorningafter
- 2003:	Day I Forgot
- 2006:	Nightcrawler
- 2009:	Back and Fourth
- 2009:	Break Up (met Scarlett Johansson)
- 2010:	Pete Yorn
- 2016:	ArrangingTime
- 2019:	Caretakers

### Livealbums
- 2001: Live at the Roxy
- 2004: Live from New Jersey

### Ep's
- 2000: Sunset
- 2006: Westerns
- 2006: You & Me Acoustic: Live from...
- 2007: Live from SoHo (iTunes-exclusive)
- 2009: The Demos: Garage Sessions Vol. 1
- 2009: Paradise Cove
- 2018: Apart  (met Scarlett Johansson)

### Niet-albumnummers
- Hunter Green – Trampoline Records Greatest Hits Vol. 1
- Suspicious Minds (Dusk Version) – Suspicious Minds cd single
- Suspicious Minds (Dawn Version) – Suspicious Minds cd single
- I Feel Good Again – Trampoline Records Greatest Hits Vol. 2 en Concert Series Volume 1
- Do They Know It's Christmas? – The Year They Recalled Santa Claus
- I Wanna Be Your Boyfriend – We're a Happy Family: A Tribute to the Ramones
- Ever Fallen in Love (With Someone You Shouldn't've) (Buzzcocks cover) – Shrek 2 soundtrack
- Red Right Hand – Hellboy soundtrack
- Just My Imagination (Running Away with Me) – Just like Heaven soundtrack
- Skinny, Mean Man – Say Anything's - In Defense of the Genre
- It Never Rains in Southern California - Stuck on You soundtrack
- Undercover – Spider-Man soundtrack
- I Belong – Open Season soundtrack
- Where the Streets Have No Name, Alice in My Fantasies, I Feel Good Again en Chimes of Freedom – Axis of Justice: Concert Series Volume 1
- Splendid Isolation – Enjoy Every Sandwich: Songs of Warren Zevon

## Videografie
- 2001: June
- ????: For Nancy ('Cos It Already Is)
- 2001: Life on a Chain
- 2002: Strange Condition
- 2004: Come Back Home
- 2004: Crystal Village
- 2006: For Us
- 2009: American Blues Vol. 1
- 2010: Sans Fear
- 2016: Lost Weekend

- Bibliothèque nationale de France: cb14042208b (data)
- Gemeinsame Normdatei: 135265738
- International Standard Name Identifier: 0000 0000 5518 7299
- Library of Congress Control Number: no2002040899
- MusicBrainz: 3533dea4-218c-4fc9-ab6e-2e3dc0ffde6e
- Nationale Bibliotheek van Israël: 987007447558305171
- Virtual International Authority File: 59285064
- WorldCat: E39PBJy4fDWhMWjqrd8WCT7CQq